# Hancock (Vermont)
Hancock – miasto w Stanach Zjednoczonych, w stanie Vermont, w hrabstwie Addison.